# Tarenna pubiflora
Tarenna pubiflora är en måreväxtart som först beskrevs av Joseph Decaisne, och fick sitt nu gällande namn av Willem Meijer. Tarenna pubiflora ingår i släktet Tarenna och familjen måreväxter. Inga underarter finns listade i Catalogue of Life.